# Peter George (Autor)
Peter Bryan George (* 24. März 1924 in Treochy, Wales; † 1. Juni 1966 in Hastings; Pseudonym: Peter Bryant) war ein britischer Schriftsteller. Berühmtheit erlangte er mit dem Roman Two Hours to Doom, der als Vorlage für Stanley Kubricks Filmklassiker Dr. Seltsam oder: Wie ich lernte, die Bombe zu lieben diente.

## Leben und Werk
George wurde 1924 im walisischen Treochy geboren. Bis 1961 war er Pilot, Navigator und Lieutenant der Royal Air Force. Seine Romane, die auf seinen Erfahrungen beim Militär und seiner Überzeugung als Kernwaffengegner basieren, entstanden bereits in dieser Zeit. Die meisten seiner Bücher veröffentlichte George daher unter dem Pseudonym Peter Bryant.
Peter George schrieb gemeinsam mit Stanley Kubrick und Terry Southern das Drehbuch zum Film Dr. Seltsam von 1964 und verfasste auch eine Romanfassung des Drehbuchs, die er Kubrick widmete.
1966 starb George durch Selbsttötung.

## Romane
- 1952: Come Blonde, Came Murder
- 1954: Pattern of Death
- 1955: Cool Murder
- 1958: Two Hours to Doom (in den USA als Red Alert veröffentlicht)
  - Deutsch: Bei Rot: Alarm! (Übersetzung: Gerhard Hoffmann), Rastatt 1961, Pabel (Utopia Zukunftsroman 300)
- 1957: Hong Kong Kill
- 1962: The Final Steal
- 1964: Dr. Strangelove or: How I Learned to Stop Worrying and Love the Bomb (Romanfassung des gleichnamigen Drehbuchs)
- 1965: Commander-1